# Nấm ma
Nấm ma hay nấm độc ma (Danh pháp khoa học: Omphalotus nidiformis) là một loài nấm độc có chứa hợp chất illudin là một chất phát quang hay còn gọi là chất lân tinh (phát sáng trong bóng tối) gây ngộ độc cho con người khi ăn phải. Loài nấm này thường gặp ở các tỉnh miền Bắc Việt Nam và đã gây ra nhiều vụ ngộ độc tại các tỉnh Bắc Kạn, Sơn La…

## Đặc điểm
Nấm ma là dạng nấm thể quả, mũ nấm hình quạt hoặc hình phễu, màu trắng hoặc màu kem hoặc xám hoặc hơi vàng (phụ thuộc vào nấm mọc trên loài cây gỗ mục nào), giữa mũ nấm thường có màu thậm hơn, khi già mép mũ nấm thường cuốn xuống, đường kính mũ 2–10 cm (tùy theo nấm non hay trưởng thành và tùy theo chất dinh dưỡng trong gỗ mục), phiến nấm màu trắng đến hơi vàng, hơi xám; cuống nấm thường đính lệch vào mũ, dài 2 – 4 cm, thịt nấm màu trắng. Nấm thường mọc trên cây gỗ mục trong rừng thành từng đám lớn. Đặc biệt, loài nấm này phát sáng trong đêm khi trời ẩm, sau cơn mưa.

## Cơ chế tác động
Loài nấm này gây rối loạn tiêu hóa và không gây chết người. Sau khi ăn nấm khoảng 30 phút đến ba giờ sẽ có biểu hiện buồn nôn, nôn mửa, đau bụng, tiêu chảy, nôn ra máu.
Khi bị ngộ độc nấm cần sơ cứu, gây nôn, rửa dạ dày (tại tuyến y tế cơ sở hoặc ở tuyến bệnh viện nếu bệnh nhân đến sớm). Cho bệnh nhân uống than hoạt (1g/kg thể trọng) kèm 4 gói sorbitol (5g/gói); truyền dịch hoặc uống oresol; điều trị triệu chứng. Thông thường bệnh nhân sẽ khỏi trong vòng 3 – 5 ngày.